# Kopalnia Soli Kłodawa

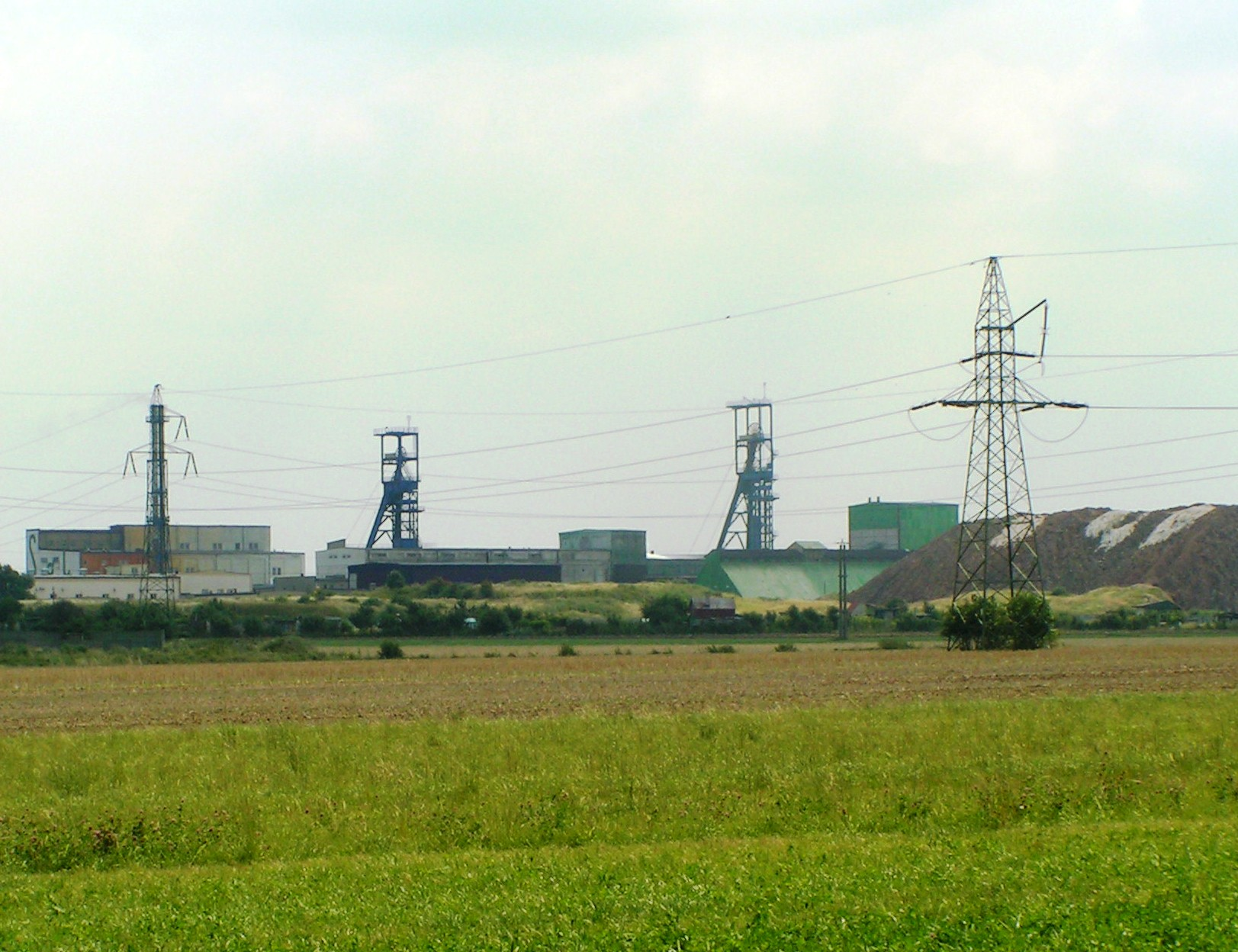
Kopalnia soli Kłodawa

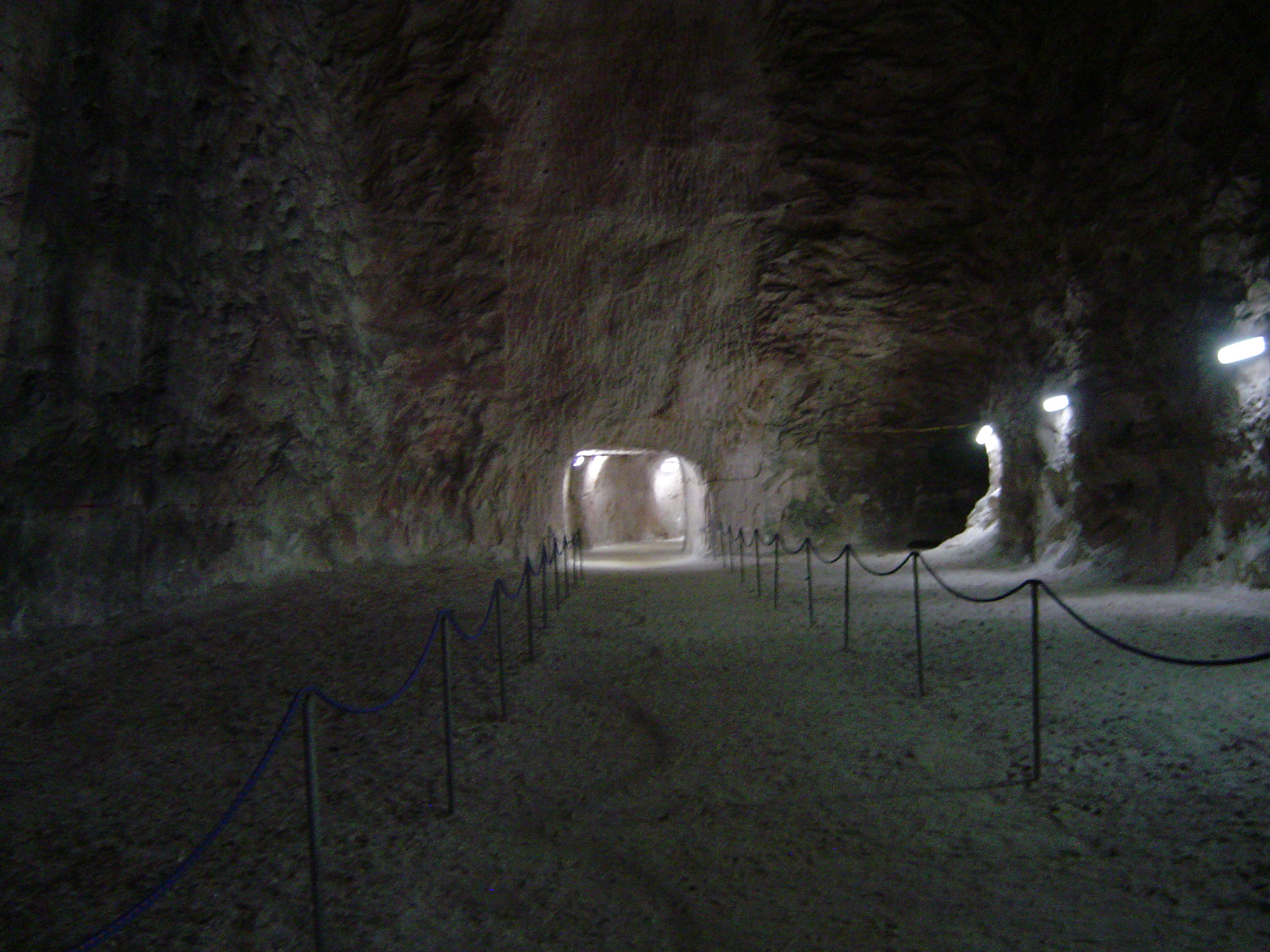
Jedna z komór w kopalni, na trasie turystycznej

Kopalnia Soli Kłodawa S.A. (KSK) – polska spółka akcyjna Skarbu Państwa, największa czynna kopalnia soli kamiennej w kraju, znajdująca się w Kłodawie, w powiecie kolskim, województwie wielkopolskim.

## Informacje ogólne
Badania grawimetryczne, przeprowadzone w latach 1937–1939 przez profesora Edwarda Janczewskiego, przyniosły odkrycie wielkiej struktury solnej ciągnącej się od Izbicy Kujawskiej po wieś Solca Wielka (powiat zgierski). Jej długość wynosi 63 km, szerokość zaś dochodzi do 4 km. Wiercenia wykonane w czasie okupacji niemieckiej i w latach 1945–1950 udokumentowały istnienie w ramach tej struktury kłodawskiego wysadu solnego, największego na Niżu Polskim – o długości 26 km i maksymalnej szerokości 2 km. Mniejszy wysad – o długości 5 km i szerokości 1 km – stwierdzono w okolicach Izbicy Kujawskiej.
W kopalni stosuje się wyłącznie komorowy system eksploatacji, z pozostawieniem półek i filarów międzykomorowych. Początkowo wydobycie prowadzono na poziomach 450 i 600 m; obecnie prace górnicze prowadzi się na głębokości 750 m. Zasoby na tym poziomie zapewniają pracę kopalni na następne dziesiątki lat.

## Historia
Decyzja o budowie kopalni zapadła jesienią 1949 r. W latach 1950–1954 zgłębiono szyby Michał i Barbara, po czym ruszyły prace poszukiwawcze. Eksploatację soli rozpoczęto w 1956 r. Jako siła pociągowa pracowało wówczas pod ziemią 40 koni. Zwierzęta pracowały pod ziemią 10 lat. Dopiero w 1966 r. uruchomiono w kopalni trakcję elektryczną. Równocześnie na powierzchni trwała rozbudowa zakładów przetwórczych soli. Niecałe 4 km na północny zachód od kopalni wydrążono wentylacyjny szyb Chrobry. W 2007 r. w kopalni pobito rekord Guinnessa w kategorii najniżej odbywającego się koncertu muzycznego na świecie. Impreza odbyła się 600 metrów pod ziemią.
7 września 2012 kopalnia ucierpiała z powodu pożaru.
14 grudnia 2018 roku Minister Środowiska udzielił Kopalni Soli „Kłodawa” S.A. koncesji na wydobywanie soli kamiennej oraz soli magnezowo-potasowej jako kopaliny towarzyszącej ze złoża „Kłodawa 1”. Koncesji udzielono na 33 lata, tj. od 1.04.2019 roku do 1.04.2052 roku.

## Sól
Sól cechsztyńska zalega w rejonie Kłodawy na głębokości ok. 6000 m. Z tej głębokości masy solne zostały wypiętrzone ku powierzchni tak, że przykrywający ją młodszy nadkład ma miejscami grubość zaledwie ok. 100 metrów. Złoże kłodawskie ma zróżnicowaną strukturę: oprócz tzw. starszej soli kamiennej białej o zawartości ok. 97,5% NaCl znajdują się w nim pokłady starszej soli szarej (tzw. soli drogowej) o zawartości ok. 94% NaCl, młodszej soli magnezowo-potasowej o zawartości ok. 8% K2O oraz najmłodszej soli różowej o zawartości ok. 97,5% NaCl.

## Turystyka
Kopalnia jest udostępniana także zwiedzającym. Czynna jest tu najgłębsza na świecie podziemna trasa turystyczna na poziomie 600 metrów pod ziemią. Na poziomie 600 m, niedaleko podszybia, w solnej grocie znajduje się kaplica z wykonaną z soli rzeźbą Świętej Kingi, patronki górników solnych. Na ścianie kaplicy, na pamiątkowej tablicy, wyryto nazwiska 20 górników, którzy stracili życie pod ziemią. Najstarsza część kopalni w 2007 r. została wpisana do rejestru zabytków.

## Nagrody
Kopalnia otrzymała wiele nagród, między innymi „Najlepsza Polska Jakość” w 2003 i 2004 oraz Złoty Medal XX Targów Zdrowego Życia i Żywności „Ecolife” 2004.